# Башуцкий, Александр Павлович
Алекса́ндр Па́влович Башу́цкий (30 марта (11 апреля) 1803 — 26 марта (7 апреля) 1876) — русский писатель. Действительный статский советник. Сын петербургского коменданта Павла Яковлевича Башуцкого.

## Биография
О детских годах Александра Башуцкого нет почти никаких сведений. С ранних лет он был отдан в Пажеский корпус. Известно, что он был очень резвым ребенком, склонным к разным проказам, правда, невинного свойства. Как сыну человека, близко стоявшего ко Двору, и воспитаннику пажеского корпуса, ему приходилось часто бывать во дворце и, как он сам говорил, даже играть с великим князем Николаем Павловичем.
В 1822 году Башуцкий окончил пажеский корпус и вышел в лейб-гвардии Измайловский полк прапорщиком. В 1820 году состоял адъютантом при петербургском генерал-губернаторе графе Милорадовиче. В день смерти Милорадовичa был с ним, присутствовал при последних минутах графа. Впоследствии Башуцкий три раза составлял подробное описание всего, что произошло с Милорадовичем с момента его ухода из Зимнего дворца, вплоть до смерти, но его рукописи постоянно зачитывались приятелями, и ни одна не была напечатана. Отрывки, насколько сохранились в памяти, были потом помещены в «Русской старине» за 1880 год в записках друга его, князя H. C. Голицына.
Башуцкий состоял адъютантом и при двух последующих петербургских генерал-губернаторах — Голенищеве-Кутузове и Эссене. В 1831 году произведён в капитаны, вскоре оставил военную службу и поступил в министерство внутренних дел; впоследствии был помощником статс-секретаря Государственного Совета, действительным статским советником и камергером.
Находясь на военной службе, Башуцкий вел светскую, рассеянную жизнь, участвовал в домашних спектаклях разных высокопоставленных лиц, а иногда в антрактах между действиями, одевшись индийским фокусником, в полумаске, потешал публику разного рода фокусами, в которых он был большой искусник. Он слыл также за очень хорошего рассказчика анекдотов из придворной жизни. Как передает князь Голицын, в это же время он и некоторые его товарищи надевали на себя порой фризовые шинели и вместе отправлялись в своего рода этнографические экспедиции, для изучения простонародных нравов — в кабаки на окраинах города. Усевшись в уголке и потребовав для вида водки или пива, они наблюдали, а потом записывали происходившие там сцены.
На литературное поприще Башуцкий выступил в 1834 году. Он предпринял издание «Панорамы Санкт-Петербурга». В 3-х частях текста автор, на основании дворцовых и других архивах, в добросовестно составленном сжатом очерке дал множество исторических и статистических сведений о столице. Некоторые главы, написанные в беллетристической форме, составляют как бы отрывки из исторического романа. Что же касается приложений к этому изданию, в виде обещанных двенадцати отдельных тетрадей видов и планов, гравированных на стали, то выпущена была лишь одна тетрадка всего с 8 гравированными видами, с посвящением императору Николаю І и несколькими планами. Произошло это оттого, что рисунки были заказаны за границей и по пути в Россию погибли, вместе с потонувшим кораблем, на котором они были отправлены. Это несчастье остановило издание и подорвало средства автора: расходы по изданию простирались до 165 тысяч рублей ассигнациями, и должно было продать больше 2400 экземпляров, чтобы возвратить издержки. Число же подписчиков было всего 467.
В 1835—1839 годах Башуцкий издавал «Журнал общеполезных сведений», пользовавшийся значительным успехом у публики. И. И. Панаев, встречавшийся с Башуцким в конце 1830-х и в начале 1840-х годов, дает такую его характеристику:
Деятельность Башуцкого была изумительна: он занимался службой, литературой, составлял различные промышленные проекты и в то же время выезжал в свет и был одним из самых плодовитых и красноречивых собеседников. Он затевал все в роскошных, широких размерах, рассчитывая на десятки и сотни тысяч, но его литературные и другие затеи никогда почти не удавались и не приносили ему ничего кроме убытка.

Аккуратность Башуцкого и внешний порядок в его кабинете были изумительны: картины и ящики с различными надписями, письменный стол с бесчисленными кипами бумаг под красивыми пресс-папье… и все это так изящно и так мастерски разложено и расставлено. В комнатах его каждая самая незначительная вещица была поставлена так, что производила эффект. Сам хозяин всегда был одет с удивительной аккуратностью: ни на галстухе, ни на манишке ни малейшей складочки, точно как будто на нем все было подклеено; парик прекрасно расчесан и распомажен. Говорил Башуцкий с большим искусством; плавный разговор его так и лился и журчал; в разговоре его можно было слышать — где запятая, где тире, где точка с запятой и т. д. У него было пять-шесть рассказов и в числе и знаменитый рассказ о смерти Милорадовича. Когда Башуцкий развивал свои проекты разных коммерческих предприятий (а они рождались у него чуть не ежедневно), его слушали, пораженные его логикою, но особенно красноречием, готовы были отдать на эти предприятия последний грош. Можно было принять его за человека самого практического, а между тем трудно было найти человека более его увлекавшегося. Это — милый фантазёр, облекавший свои фантазии в нарядные фразы, которыми он сначала только любуется, не веря им, но которыми он потом сам увлекается до такой степени, что принимает их серьёзно.
С 1835 по 1842 годы, с небольшими промежутками, Башуцкий помещал в разных журналах статьи, касающиеся разных вопросов текущей жизни; в «Северной Пчеле» напечатаны:
- Вторая морская выставка российских произведений в 1835 г.; отд. брош. 1836 г.;
- Новости в СПб.; отд. брош: в 1838 г. и др.; в 1838—1839 г.,

До конца выхода журнала он состоял редактором-издателем «Детского журнала для образования понятия сердца и нрава, для изучения искусств и рукоделий, разнообразного детского чтения и забавы милых русских детей»; писал нравоучительные письма к детям и родителям.
Сотрудничал в
- «Отечественных записках» за 1839 и 1841 годы:
  - «Паровые машины, железные дороги и оборотные банки»,
  - «Возобновление Зимнего дворца»; вышла отд. брош. 1839 г.
  - «История автоматов и андроид» и др.
- в «Литературном прибавлении к Русскому инвалиду» за 1839 год (незначительная статья о Кубе),
- «Сыне Отечества.» (Полевого),
- «Санкт-Петербургских Ведомостях»,
- «Пантеоне» (под псевдонимом Новомлинского помещал повести и стихотворения: «Грешница», «Колыб. песня» и др.),
- участвовал в «Библиотеке для чтения» 1840 г. («Петерб. типы»),
- «Молодики» 1844 г. В 1840 г.

Башуцкий выпустил в 2-х книжках одно из самых видных своих произведений «Очерки из портфеля ученика натурного класса. Тетрадь первая — Мещанин. Посвящ. Грыцку Основьяненко Башуцким». Это сочинение вызвало восторженные отзывы «Маяка» и «Северной пчелы». Книга написана несомненно умным человеком, изобилует практическими истинами, размышлениями, богата остроумными заметками, но художественные достоинства её третьестепенны. Здесь в виде романа изложены долговременные и внимательные наблюдения человека, который проходя по разным ступеням общественной лестницы, постиг мишурность содержания великосветской жизни, не мог удовлетвориться такими целями, как «блестеть и наслаждаться», но не нашёл удовлетворительного выхода из внутренних противоречий. Несмотря на яркий демократизм некоторых страниц, книга носит далеко не демократический характер. Желание автора вести читателя к нравственной цели приводит только к утомлению.
В 1840-х годах Башуцкий посещал кружок Белинского. В 1841 году он взялся за литературно-художественное предприятие — издание альманаха «Наши, списанные с натуры русскими» изд. Я. А. Исакова, СПб. «Это первое у нас, писал он в вступлении, истинно роскошное, вполне русское по содержанию и выполнению издание, открывающее дорогу другим, докажет, что мы можем издавать великолепно без пособия иностранцев». Башуцкий задался целью представить типы из жизни разных мест России, но вместо типов получилось описание разных индивидов и изображение их в хорошо исполненных гравюрах. Тут, что ни лицо, то — повесть, иногда трогательная, иногда забавная, но мало характерная для общего типа сословия, означенного в заглавии статьи («Водовоз», «Армейский офицер», «Барышня», «Знахарь», «Гробовой мастер»). «Гробовой мастер» и «Водовоз» принадлежали перу самого Башуцкого. Обычным недостатком этих рассказов, как и всего, что писал Башуцкий, служат излишние рассуждения автора из области практической философии. По свидетельству А. Н. Никитенка, «„Водовоз“ наделал много шуму: демократическое направление её не подлежит сомнению. В ней между прочим сказано, что народ наш терпит притеснения, и добродетель его состоит в том, что он не шевелится. Государь очень недоволен». Результатом шума было требование Башуцкого к графу Бенкендорфу, который по особому повелению сделал автору выговор «за восстановление низших классов против высших, аристократий». Говорят, будто бы Башуцкий отвечал, что он не имел в виду аристократии по той простой причине, что её в России нет, а есть только чиновники. Во всяком случае, издание «Наших» скоро прекратилось.
В 1842 году Башуцкий перевёл с французского первую часть монографии де Шампаньи «Кесари» (вышла отдельной книжкой). С половины 1847 года «Иллюстрация» перешла от Н. В. Кукольника в руки И. З. Крылова, а редактором стал Башуцкий. И это издание он захотел поставить на широкую ногу. Он завел граверную мастерскую, где работало семь лучших граверов на дереве (в том числе и Л. А. Серяков, будущий академик) и семь учеников под надзором барона П. К. Клодта. Принявшись за дело со свойственной ему горячностью и желая придать изданию русско-народный характер, Башуцкий заказал статьи и доски, изображающие состояние российской строительной промышленности, но с первых же шагов не встретил сочувствия в тогдашней цензуре. Это не могло, конечно, способствовать правильному ходу издания. В 1848 году «Иллюстрация» пошла плохо: подписчиков стало мало, сотрудникам перестали исправно платить, и они поуходили. В течение почти всего 1848 года Башуцкому приходилось самому наполнять все отделы «Иллюстрации» и при этом постоянно нуждаться в деньгах. Между тем издатель Крылов совсем разорился. В 1849 году «Иллюстрация» прекратила своё существование, хотя Башуцкому удалось ввести некоторые улучшения: журнал стал печататься на лучшей бумаге и пополнился хорошими гравюрами. В апреле Башуцкий представил еще в Академию наук оттиски с некоторых досок, чтобы обратить внимание на своё гравёрное заведение. В 1860-х годах издавал «Журнал иностранной литературы», просуществовавший три года. Служа в государственном совете, принуждён был выйти в отставку в крупном чине вследствие растраты сумм по благотворительным учреждениям.
Тогда он поступил в послушники Троицко-Сергиевской пустыни, что близ Стрельны, потом перешел в Череменецкий Иоанно-Богословский монастырь. Пробыв здесь неделю, он отправился в Киев, где тоже не поладил. Его жена, Мария Андреевна, (род. 16 декабря 1810 г., ум. 8 июня 1882 г.) тоже поступила в Тихвинский Введенский монастырь. В средине шестидесятых годов Башуцкий вместе со своим другом князем Голицыным состоял в числе учредителей и членов совета «Первого миссионерского общества» (1865-1869), частным образом принимал участие в крещении евреев, рисовал образа («Икона тысячелетия России»), составлял назидательные брошюры.
Одна из таких брошюр, анонимная «Говорящий мертвец» (1859), авторство которой приписывается в настоящее время Башуцкому, содержит перевод рассказа Эдгара По «Правда о том, что случилось с мистером Вальдемаром», снабжённый комментариями переводчика, причем объем их сопоставим с объемом самого рассказа. Это, с одной стороны первая попытка самостоятельного анализа творчества По в русской литературной критике, а с другой — один из её курьёзов: автор явно впервые услышал о таком писателе, как Эдгар По, называет его «доктором» и «одним из учёнейших людей», а саму историю Вальдемара воспринимает, как документальную. При этом в разборе её Башуцкий выступает с позиций истого христианина, обильно цитируя Святое Писание и жития святых, и обрушивает свой праведный гнев на учёных «в неискусен ум творити неподобная» и науку, «дерзко вземлющеюся на разум Божий».
Со времени возникновения «Домашней Беседы» Башуцкий принимал в ней деятельное участие. В начале семидесятых годов его видел Серяков «в полумонашеском платье, в черной фуражке с козырьком, в очках и с длинной седой бородой». В 1872 году Башуцкий поместил статью в «Сборнике литературных произведений, относящихся к Петру I», Тихомирова. Под конец жизни он увлекся гомеопатией и занимался бесплатным лечением бедного люда, стекавшегося к нему громадными толпами. Похоронен Башуцкий на Волковом кладбище на Широких мостках. Детей Александр Павлович после себя не оставил.
Природа одарила Башуцкого недюжинными способностями, разносторонними талантами, жаждой кипучей деятельности, но на его долю выпало быть во всем дилетантом, постоянно бросаться из стороны в сторону, его преследовали постоянные неудачи, за что бы он ни взялся. Всю жизнь он провёл, выражаясь словами героя его «Мещанина», в борьбе с собственной силой, собственной добродетелью, собственной волей, разумом и, в пределах земного существования, не успел достичь вечного, к чему так сильно стремился.
Скончался 26 марта (7 апреля) 1876 года. Похоронен на Волковском православном кладбище Санкт-Петербурга. Надгробие утрачено.